# Agabus fuscipennis
Agabus fuscipennis är en skalbaggsart som först beskrevs av Gustaf von Paykull 1798.  Agabus fuscipennis ingår i släktet Agabus och familjen dykare. Arten är reproducerande i Sverige.

## Underarter
Arten delas in i följande underarter:
- A. f. fuscipennis
- A. f. ontarionis

## Bildgalleri

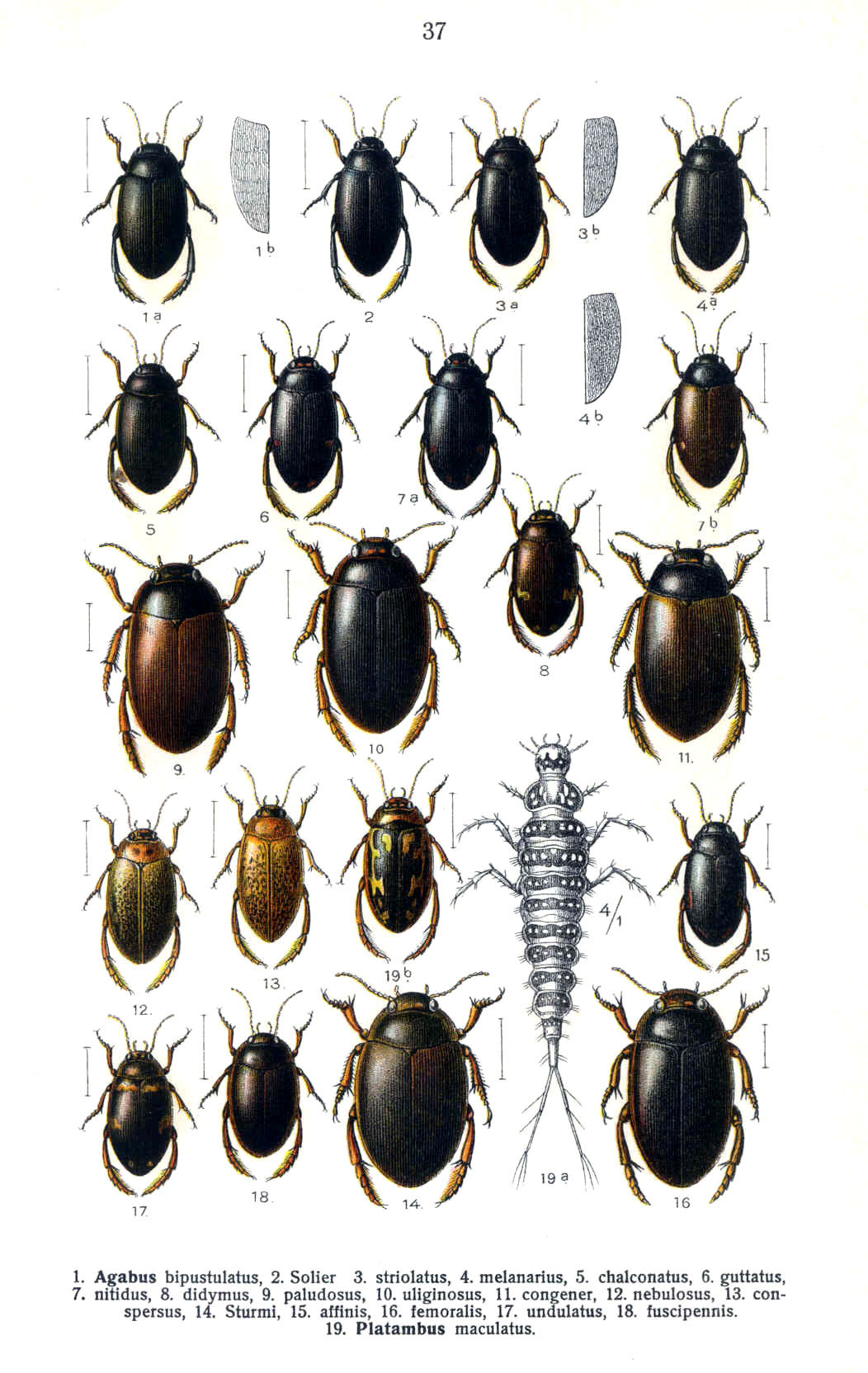
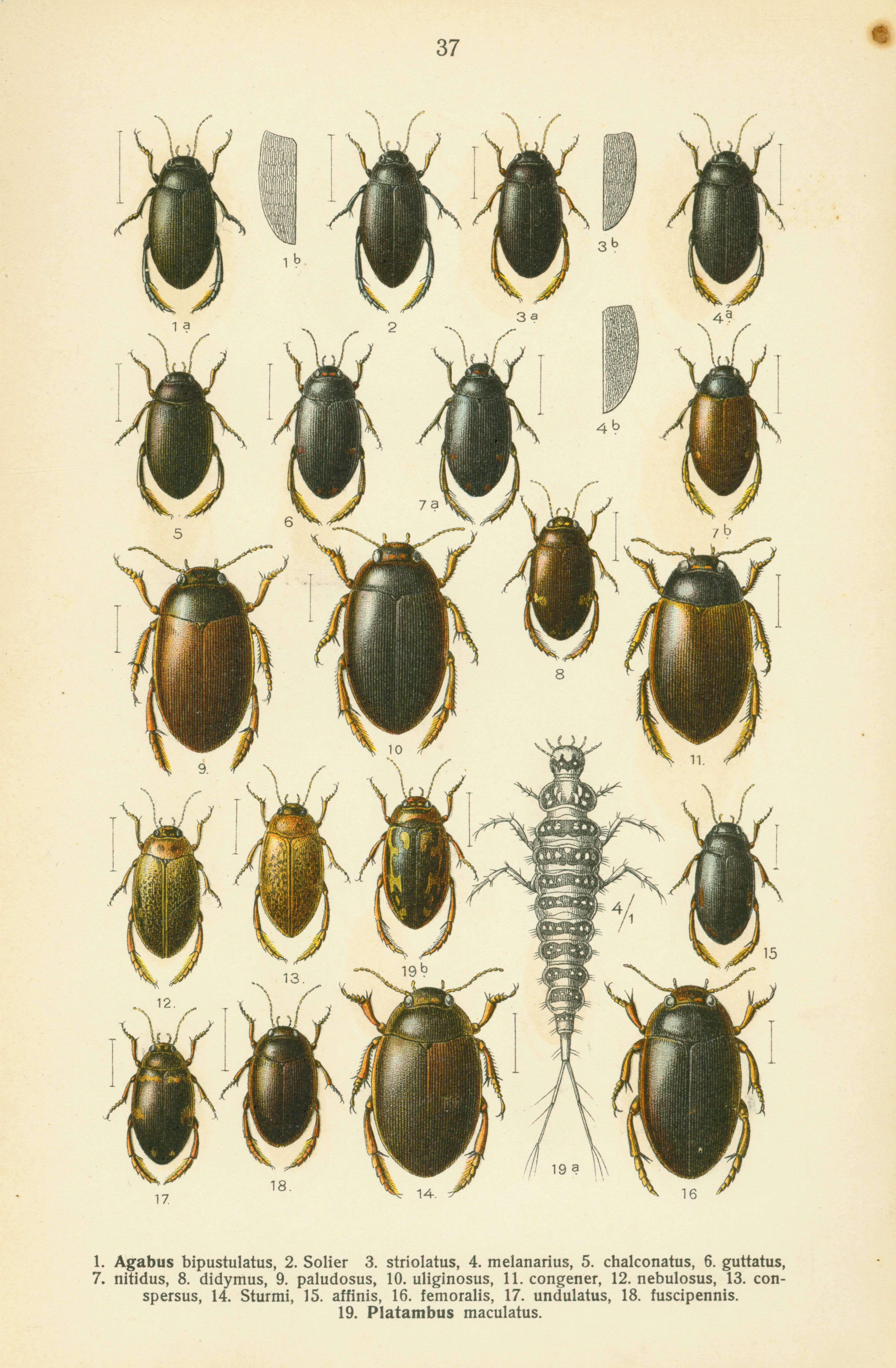